# Neopleurostomella
Neopleurostomella es un género de foraminífero bentónico de la subfamilia Pleurostomellinae, de la familia Pleurostomellidae, de la superfamilia Pleurostomelloidea, del suborden Buliminina y del orden Buliminida. Su especie tipo es Neopleurostomella indica. Su rango cronoestratigráfico abarca desde el Mioceno medio hasta el Plioceno inferior.

## Discusión
Clasificaciones previas incluían Neopleurostomella en el suborden Rotaliina del orden Rotaliida.

## Clasificación
Neopleurostomella incluye a las siguientes especies:
- Neopleurostomella indica †
- Neopleurostomella pendula †
- Neopleurostomella polymorpha †